# オ・スミ
オ・スミ（呉 樹美、朝鮮語: 오수미/吳樹美、1950年10月3日 - 1992年6月30日）は、大韓民国の俳優。本名は尹 英熙（ユン・ヨンヒ、윤영희）。

## 生涯
1950年10月3日、大韓民国の済州島で生まれた。1969年に演劇俳優としてデビューし、1970年に映画『ある少女の告白』で映画俳優としてデビューした。その後、『霧は女のように囁く』、『色彩ある男』などに出演した。1973年、『離別』に出演し、この映画の監督であり既婚者でもあった申相玉との不倫が報じられた。その後、申相玉は妻と離婚し、呉樹美との間に2人の子供を産んだ。申相玉が北朝鮮に拉致された後、1人で子供を育てたが、帰国すると子供らの戸籍を申相玉に移し、その後、1978年に金重晩と結婚したが、1986年に離婚した。1992年6月30日、アメリカ合衆国のハワイ州で交通事故により41歳で死去した。

## 学歴
- 晨星女子高等学校 卒業
- 高麗大学校 新聞放送学科 学士

## 出演

### 映画
- 1970年:『ある少女の告白』 （監督 パク・ジョンホ）
- 1970年:『太陽は老けない』 （監督 コ・ヨンナム）
- 1973年:『離別』 （監督 申相玉）
- 1981年:『人の子ら』 （監督 ユ・ヒョンモク）
- 1982年:『霧は女のように囁く』 （監督 チョン・ジヨン）
- 1985年:『色彩ある男』
- 1986年:『身体全体で愛を』
- 1986年:『ソウル皇帝』
- 1987年:『土曜日は夜がない』